# Olympische Sommerspiele 2004/Trampolinturnen
Bei den XXVIII. Olympischen Spielen 2004 in Athen wurden zum zweiten Mal zwei Wettbewerbe im  Trampolinturnen ausgetragen. Austragungsort war die Olympic Indoor Hall im Athens Olympic Sports Complex.

## Bilanz

### Medaillenspiegel
| Medaillenspiegel | Medaillenspiegel    | Medaillenspiegel | Medaillenspiegel | Medaillenspiegel | Medaillenspiegel |
| Platz            | Land                | Gold             | Silber           | Bronze           | Gesamt           |
| ---------------- | ------------------- | ---------------- | ---------------- | ---------------- | ---------------- |
| 1                | Deutschland         | 1                | –                | 1                | 2                |
| 2                | Ukraine             | 1                | –                | –                | 1                |
| 3                | Kanada              | –                | 1                | –                | 1                |
| 3                | Russland            | –                | 1                | –                | 1                |
| 5                | Volksrepublik China | –                | –                | 1                | 1                |
| Total            | Total               | 2                | 2                | 2                | 6                |

### Medaillengewinner
| Konkurrenz | Gold          | Silber               | Bronze         |
| ---------- | ------------- | -------------------- | -------------- |
| Einzel     | Jurij Nikitin | Alexander Moskalenko | Henrik Stehlik |

| Konkurrenz | Gold           | Silber         | Bronze         |
| ---------- | -------------- | -------------- | -------------- |
| Einzel     | Anna Dogonadze | Karen Cockburn | Huang Shanshan |

## Ergebnisse

### Männer
| Platz | Land | Athlet               | Punkte |
| ----- | ---- | -------------------- | ------ |
| 1     | UKR  | Jurij Nikitin        | 41,50  |
| 2     | RUS  | Alexander Moskalenko | 41,20  |
| 3     | GER  | Henrik Stehlik       | 40,80  |
| 4     | BLR  | Dsmitryj Poljarusch  | 40,20  |
| 5     | RUS  | Alexander Russakow   | 40,20  |
| 6     | POR  | Nuno Merino          | 40,10  |
| 7     | GBR  | Gary Smith           | 40,00  |
| 8     | FRA  | David Martin         | 39,90  |

Datum: 21. August 2004, 16:30 Uhr

### Frauen
| Platz | Land | Athletin             | Punkte |
| ----- | ---- | -------------------- | ------ |
| 1     | GER  | Anna Dogonadze       | 39,60  |
| 2     | CAN  | Karen Cockburn       | 39,20  |
| 3     | CHN  | Huang Shanshan       | 39,00  |
| 4     | RUS  | Natalja Tschernowa   | 38,60  |
| 5     | UKR  | Olena Mowtschan      | 37,60  |
| 6     | CAN  | Heather Ross-McManus | 37,40  |
| 7     | JPN  | Haruka Hirota        | 37,20  |
| 8     | NED  | Andrea Lenders       | 24,30  |

Datum: 20. August, 16:30 Uhr